# برزنیک (شهرستان وینوگرادوفسکی، استان آرخانگلسک)

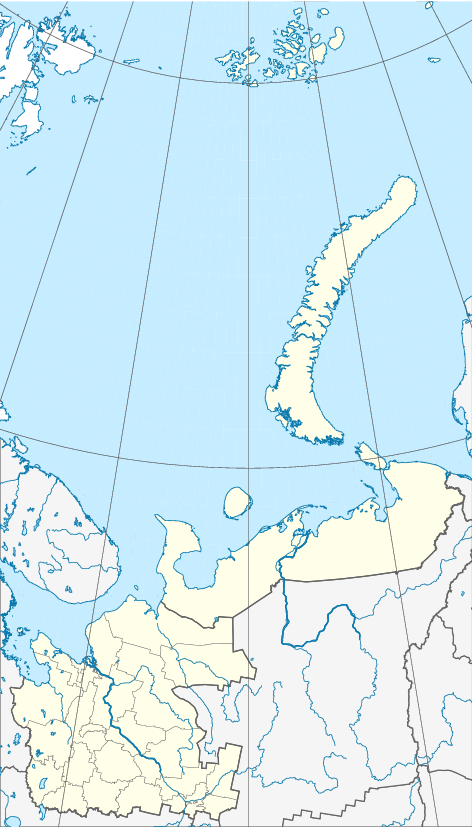
استان آرخانگلسک

برزنیک (به لاتین: Bereznik) یک منطقهٔ مسکونی در روسیه است.یک منطقهٔ مسکونی در روسیه است که در استان آرخانگلسک واقع شده‌است.